# Étienne Giraudeau
Pour les articles homonymes, voir Giraudeau.
Étienne Louis Giraudeau, né le 6 janvier 1776 à Tours et mort dans la même ville le 17 mars 1866, est un négociant et homme politique français, maire de Tours de 1828 à 1830.

## Biographie
Étienne Louis Giraudeau est le fils d'Étienne Giraudeau, négociant, et de Marie Louise Cabarat. Marié à Eulalie Bineau, fille d'un négociant de Saumur, il est grand-père du journaliste Fernand Giraudeau, ainsi que le beau-père de Charles Mourain de Sourdeval, du baron Louis, Olympe, Alphonse Bodson de Noirfontaine et d'Edmond Viot.
Négociant et président du Tribunal de commerce de Tours, il est adjoint au maire, puis maire de la ville de 1828 à 1830.
Légitimiste, il démissionne en 1830.
Le quartier Giraudeau et une rue portent aujourd'hui son nom dans la ville de Tours.

## Sources
- Hélène Vialles, « Tours pas à pas: ses rues, ses monuments, ses hommes célèbres », 1985
- Alfred de Giry, « La Touraine dans l'histoire, 1800-1940 », 1982